# Камнеломка трёхпалая
Камнело́мка трёхпа́лая, или Камнеломка трёхпальчатая (лат. Saxifraga tridactylites) — вид двудольных цветковых растений, включённый в род Камнеломка (Saxifraga) семейства Камнеломковые (Saxifragaceae).

## Ботаническое описание
Камнеломка трёхпалая — небольшое однолетнее травянистое растение с розеточными прикорневыми и недоразвитыми стеблевыми листьями. Листовые пластинки лопатчато-яйцевидные, простые или разделённые на 2—5 долей, с цельным краем. Черешки могут отсутствовать, или же уплощённые, редко до 2 см длиной. Обе поверхности листа приобретают с возрастом выраженный красный оттенок.
Стебель-цветонос появляется в конце весны, несёт метёльчатое или щитковое соцветие из (1)2—10(50) цветков. Прицветники мелкие, обычно сидячие. Цветки пятичленные, чашелистики прямые, железистые, лепестки белые, узко-обратнояйцевидные или ланцетовидные. Завязь нижняя.
Число хромосом — 2n = 22.

## Распространение и экология
Естественный ареал камнеломки трёхпалой — умеренные равнинные регионы Европы, Юго-Западной Азии и Северной Африки. Завезена в Канаду, где натурализовалась.

## Классификация

### Таксономия
- Saxifraga tridactylites L., 1753, Sp. Pl. : 404

Вид Камнеломка трёхпалая включается в род Камнеломка (Saxifraga) семейства Камнеломковые (Saxifragaceae) порядка Камнеломкоцветные (Saxifragales), последовательно входящего в более крупные клады Суперрозиды → Эвдикоты → Цветковые растения. Таксономическая схема в соответствии с Системой APG IV по состоянию на июнь 2024 года:
|  |                          |  |                                   |                                   |                         |  | еще 14 семейств | еще 14 семейств |                          |  |  |  | еще 560 подтвержденных видов и 331 вид, ожидающий подтверждения |
|  |                          |  |                                   |                                   |                         |  | еще 14 семейств | еще 14 семейств |                          |  |  |  | еще 560 подтвержденных видов и 331 вид, ожидающий подтверждения |
|  |                          |  |                                   | порядок Камнеломкоцветные         |                         |  |                 |                 | род Камнеломка           |  |  |  |                                                                 |
|  |                          |  |                                   | порядок Камнеломкоцветные         |                         |  |                 |                 | род Камнеломка           |  |  |  |                                                                 |
|  | клада Цветковые растения |  |                                   |                                   | семейство Камнеломковые |  |                 |                 | Вид Камнеломка трёхпалая |  |  |  |                                                                 |
|  | клада Цветковые растения |  |                                   |                                   | семейство Камнеломковые |  |                 |                 |                          |  |  |  |                                                                 |
|  |                          |  | ещё 63 порядка цветковых растений | ещё 63 порядка цветковых растений |                         |  |                 | еще 34 рода     | еще 34 рода              |  |  |  |                                                                 |
|  |                          |  |                                   | ещё 63 порядка цветковых растений |                         |  |                 |                 | еще 34 рода              |  |  |  |                                                                 |

### Синонимы
- Saxifraga annua Lapeyr.
- Saxifraga barbuloides Lojac.
- Saxifraga digitata Gaterau
- Saxifraga exilis Pollini
- Saxifraga minuta W.D.J.Koch
- Saxifraga monodactylites Bory ex Thore
- Saxifraga pseudoadscendens Schur
- Saxifraga tenerrima Willk.
- Tridactylites annuus Haw.